# Spardorf
Spardorf là một thị trấn thuộc huyện Erlangen-Höchstadt, trong bang Bayern, nước Đức. Đô thị Spardorf có diện tích 3,22 km², dân số thời điểm 31 tháng 12 năm 2006 là 1931 người.